# Francis Walder
Pour les articles homonymes, voir Walder et Waldburg.
Francis Waldburger, dit Francis Walder, né le 5 août 1906 à Ixelles (Bruxelles-Capitale) et mort le 10 avril 1997 à Paris 16e,, est un écrivain et militaire belge.

## Biographie
Il étudie à l'École royale militaire de Belgique. En 1940, il combat, comme officier d'artillerie, durant toute la campagne de l'armée belge et, notamment, à la bataille de la Lys. Ensuite, durant la Seconde Guerre mondiale, il est prisonnier de guerre en Allemagne pendant cinq ans. Puis, c'est en tant que représentant de l'armée belge qu'il participe aux discussions diplomatiques qui suivent la guerre. Cette expérience lui servira de creuset pour son œuvre à venir. Durant sa carrière militaire en Belgique, il publie quelques textes philosophiques (L'Existence profonde, Les Saisons de l'esprit) avant de se consacrer pleinement à l'écriture parvenu à la retraite.
En 1958, il reçoit le prix Goncourt pour Saint-Germain ou la Négociation (Gallimard), un roman historique qui relate les négociations menées entre la couronne de France et les huguenots en 1570, négociations qui aboutiront à la fragile paix de Saint-Germain-en-Laye,. Ce livre aborde avec une grande subtilité la menée toute diplomatique d'une négociation entre des puissants. Francis Walder explore le roman historique à travers deux autres romans : Une lettre de Voiture (Gallimard, 1962), dont l'action se situe au XVIIe siècle et qui fait revivre le courtisan et poète Vincent Voiture et Chaillot ou la coexistence (Belfond, 1987) qui illustre la cohabitation politique de Louis XIII et de Richelieu en contrepoint de la coexistence du cardinal et de Gaston de France, duc d'Orléans, frère du Roi. Ses romans, au style très soigné, sont souvent teintés de pessimisme et sont hantés par le spectre de l'amour impossible entre personnes d'origine ou de rang social trop différents.

## Ouvrages
- L'Existence profonde, essais, 1953
- Les Saisons de l'esprit, essais, 1955
- Saint-Germain ou la Négociation, 1958
- Cendre et or, 1959
- Une lettre de Voiture, 1962
- Chaillot ou la coexistence, 1987
- Le Hasard est un grand artiste, 1991